# Trichostenidea rufopunctata
Trichostenidea rufopunctata là một loài bọ cánh cứng trong họ Cerambycidae.